# Leptoptilos
Leptoptilos es un género de aves ciconiformes de la familia Ciconiidae conocidas vulgarmente como marabúes. Son aves carroñeras que se distribuyen por diversas zonas tropicales de Asia y África. El nombre del género proviene del antiguo griego, λεπτός (leptós, delgado) y πτῐλόω (ptilóō, pluma). En condiciones naturales, un ave de este tipo puede vivir un promedio de 19 a 25 años. De hecho, se conoce el dato que un Marabu, que vivía en un zoológico en Leningrado, pudo establecer un récord real de esperanza de vida. Fue llevado a la guardería en 1953, donde vivió durante 37 años.

## Especies
Se reconocen las siguientes especies:
- Marabú menor (Leptoptilos javanicus) - Sudeste Asiático
- Marabú argala (Leptoptilos dubius) - Asia
- Marabú africano (Leptoptilos crumenifer) - África

Adicionalmente, existe un amplio registro fósil de este género. L. titan, el cual fue cazado por los humanos prehistóricos, era de tamaño gigantesco, y L. falconeri fue posiblemente uno de los cicónidos más extendidos por el mundo durante el Plioceno:
- †Leptoptilos falconeri (Plioceno temprano a tardío del sur de Asia y el este de África)
- †Leptoptilos indicus (Plioceno tardío de Siwalik, India) – anteriormente Cryptociconia indica, podría ser la misma especie que L. falconeri (Louchart et al. 2005)
- †Leptoptilos lüi (Pleistoceno medio de Jinniushan, Liaoning, China)
- †Leptoptilos patagonicus (Mioceno tardío de la Península Valdés, Argentina)
- †Leptoptilos pliocenicus (Plioceno temprano de Odesa, Ucrania y Urugus, Etiopía, al Plioceno tardío de Koro Toro, Chad y Olduvai, Tanzania) – incluye a L. cf. falconeri, puede ser la misma especie que L. falconeri
- †Leptoptilos richae (Mioceno tardío de Bled ed Douarah, Túnez, y tal vez Wadi Moghara, Egipto)
- †Leptoptilos robustus (Pleistoceno, Flores, Indonesia)[5]
- †Leptoptilos titan (Pleistoceno medio a tardío de Watualang, Java, Indonesia)
- †Leptoptilos sp. (Mioceno tardío del distrito de Baringo, Kenia: Louchart et al. 2005)

†Leptoptilos siwalicensis de los depósitos de Siwalik (¿Mioceno tardío? al Plioceno tardío) puede pertenecer a este género o a uno muy cercanamente relacionado (Louchart et al. 2005).